# Кузякинское сельское поселение
Кузякинское се́льское поселе́ние — муниципальное образование в Актанышском районе Татарстана Российской Федерации.
Административный центр — село Кузякино.

## История
Статус и границы сельского поселения установлены Законом Республики Татарстан от 31 января 2005 года № 13-ЗРТ «Об установлении границ территорий и статусе муниципального образования "Актанышский муниципальный район" и муниципальных образований в его составе».

## Население
| 2010 | 2011 | 2012 | 2013 | 2014 | 2015 | 2016 |
| ---- | ---- | ---- | ---- | ---- | ---- | ---- |
| 804  | ↘803 | ↗807 | ↗815 | ↘801 | ↘786 | ↘757 |
| 2017 | 2018 | 2019 | 2020 |      |      |      |
| ↘732 | ↘719 | ↘702 | ↘681 |      |      |      |

## Состав сельского поселения
| № | Населённый пункт | Тип населённого пункта       | Население |
| - | ---------------- | ---------------------------- | --------- |
| 1 | Адаево           | село                         |           |
| 2 | Кузякино         | село, административный центр |           |
| 3 | Нижние Урьяды    | деревня                      |           |
| 4 | Старые Урьяды    | село                         |           |